# Kirsidi
Kirsidi (ou Kiridi) est une localité du Cameroun située dans la commune de Yagoua, le département du Mayo-Danay et la Région de l'Extrême-Nord, à la frontière avec le Tchad.

## Population
Lors du recensement de 2005, on y a dénombré 3 979 personnes.